# Jirapur
Jirapur è una suddivisione dell'India, classificata come nagar panchayat, di 16.815 abitanti, situata nel distretto di Rajgarh, nello stato federato del Madhya Pradesh. In base al numero di abitanti la città rientra nella classe IV (da 10.000 a 19.999 persone).

## Geografia fisica
La città è situata a 24° 02' 42 N e 76° 21' 09 E.

## Società

### Evoluzione demografica
Al censimento del 2001 la popolazione di Jirapur assommava a 16.815 persone, delle quali 8.700 maschi e 8.115 femmine. I bambini di età inferiore o uguale ai sei anni assommavano a 2.744, dei quali 1.368 maschi e 1.376 femmine. Infine, coloro che erano in grado di saper almeno leggere e scrivere erano 10.483, dei quali 6.356 maschi e 4.127 femmine.